# サザンインディアン湖

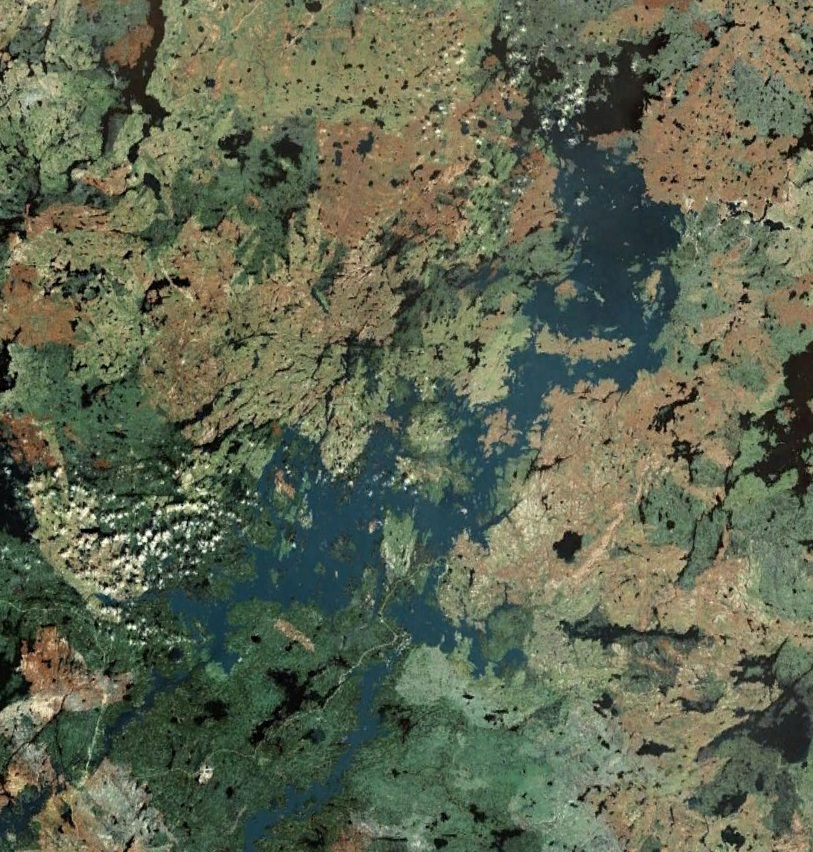
NASAの衛星写真

サザンインディアン湖はカナダのマニトバ州にある湖。チャーチル川の途中にある湖の一つ。
面積2,247 km2（島を含む）、湖面の標高258m。マニトバ州では4番目に大きい。複雑な形状をした湖で多数の島がある。
- 平均水深9.8 m
- 最大水深30 m
- 水量23.4 km3
- 湖岸長3,798 km

ファースト・ネーションのコミュニティ、サウスインディアンレイクが湖南東岸にある。湖および、サザンインディアンレイクへのアクセスにはサウスインディアンレイク空港とマニトバ州道493号線がある。
発電目的のため、チャーチル川の水はサザンインディアン湖から一部がネルソン川水系のラット川へと送られている。